# Gerhard August von Witzleben
Gerhard August von Witzleben, född den 27 december 1808 i Düsseldorf, död den 7 maj 1880 i Berlin, var en tysk militär och författare. Han var son till August von Witzleben.
von Witzleben, som var preussisk generallöjtnant, författade militära skrifter samt utgav från 1873 Das Militärwochenblatt. 